# Hotel Central (Prague)
Pour les articles homonymes, voir Grand Central Hotel.
L'Hotel Central est l'un des premiers bâtiments Art nouveau de Prague. Il est situé dans le quartier de Prague 1, au 10 rue Hybernska.

## Histoire du bâtiment
Le bâtiment a été construit entre 1898 et 1900 selon les plans des architectes Friedrich Ohmann, Alois Dryák, Bedřich Bendelmayer et Bělský. En 1925, la grande salle de banquet de l'hôtel fut transformée en cinéma et en 1930, elle devint un théâtre. Après une restauration monumentale, le bâtiment est à nouveau utilisé comme hôtel.

## Littérature
La grande salle de bal était utilisée non seulement par les clients de l'hôtel, mais également louée par des tiers. En décembre 1913, on y a célébré le centenaire de la bataille de Leipzig. Au cours de cette célébration, l'écrivain Johannes Urzidil, alors diplômé du secondaire et plus tard écrivain, a raconté l'histoire de Repetent Bäumel. Pour ces célébrations, les figures féminines nues en plâtre dans la salle étaient généralement recouvertes de tissu noir et jaune  afin de ne pas « détourner l'attention des performances solennelles ».
Karl Kraus a lu ses œuvres entre 1911 et 1913 dans les locaux à plusieurs reprises, et au moins une fois lors de ces événements se trouvait Franz Kafka parmi le public. Fin 1911, Kafka visita également plusieurs productions théâtrales d'un groupe de théâtre juif. Parmi d'autres apparitions, citons en 1909 Martin Buber comme conférencier,.

## Images

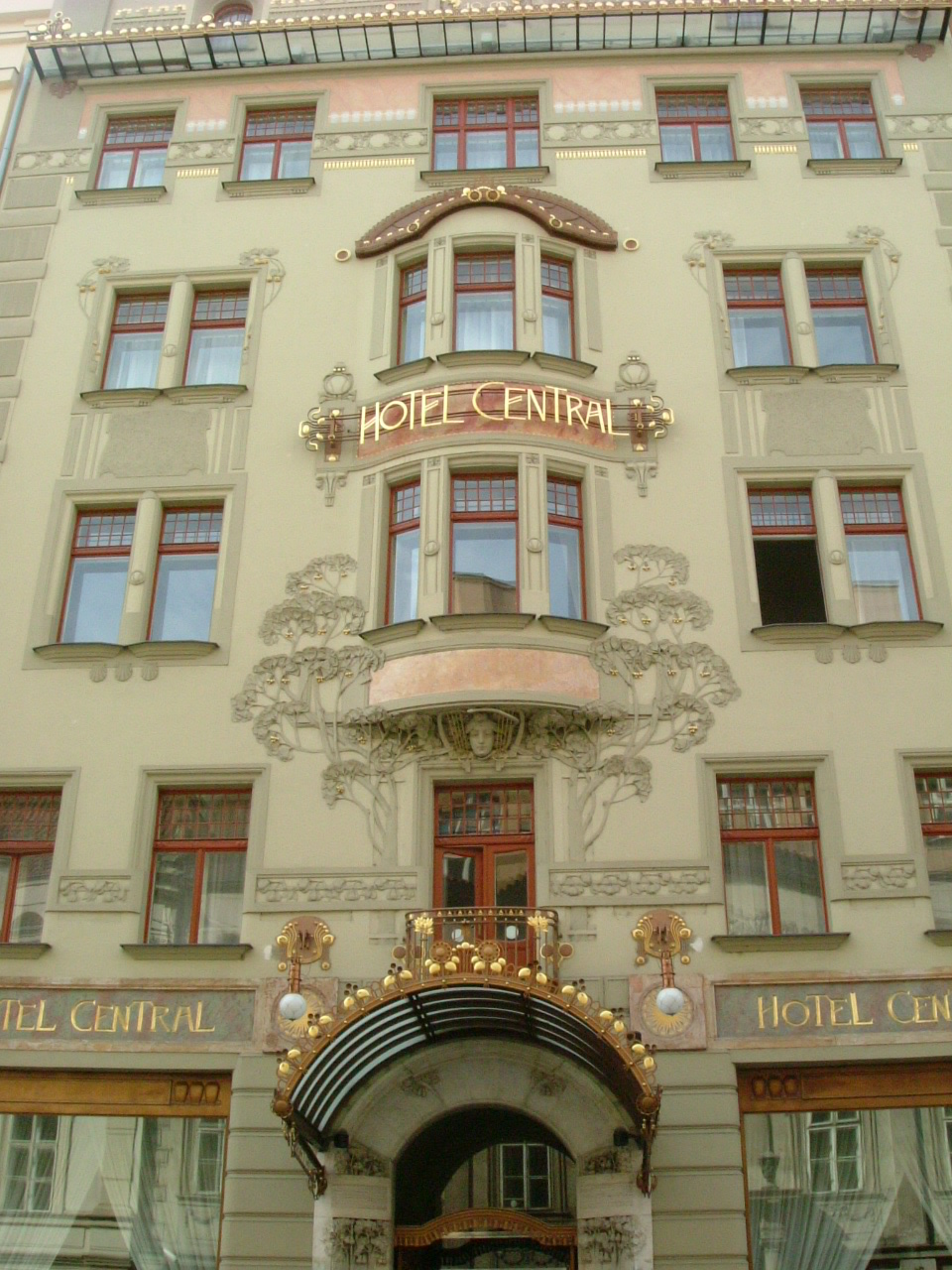
Façade
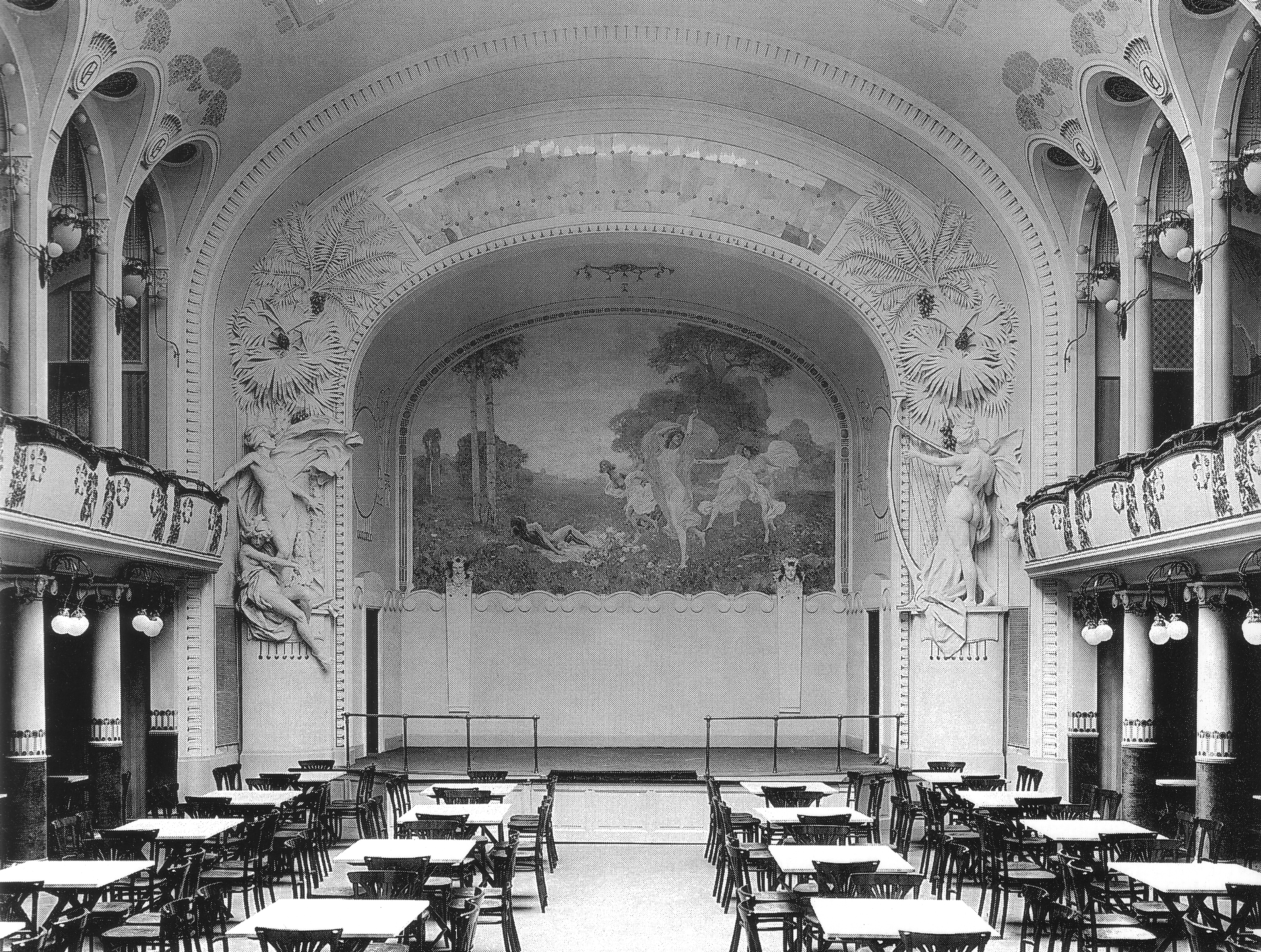
Salle de bal (avant 1925), à gauche et à droite de la scène, les figures qui étaient parfois voilées
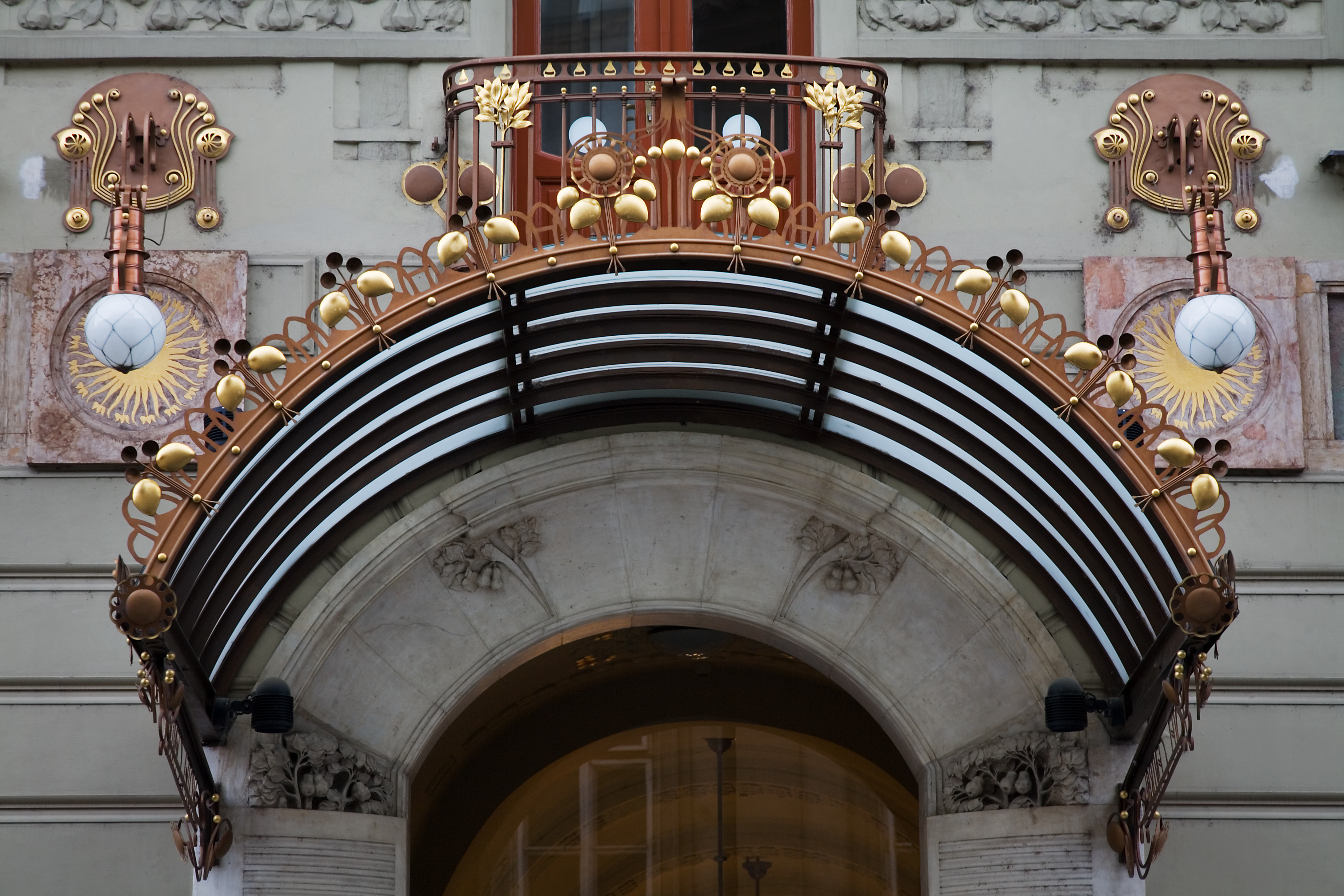
Entrée principale
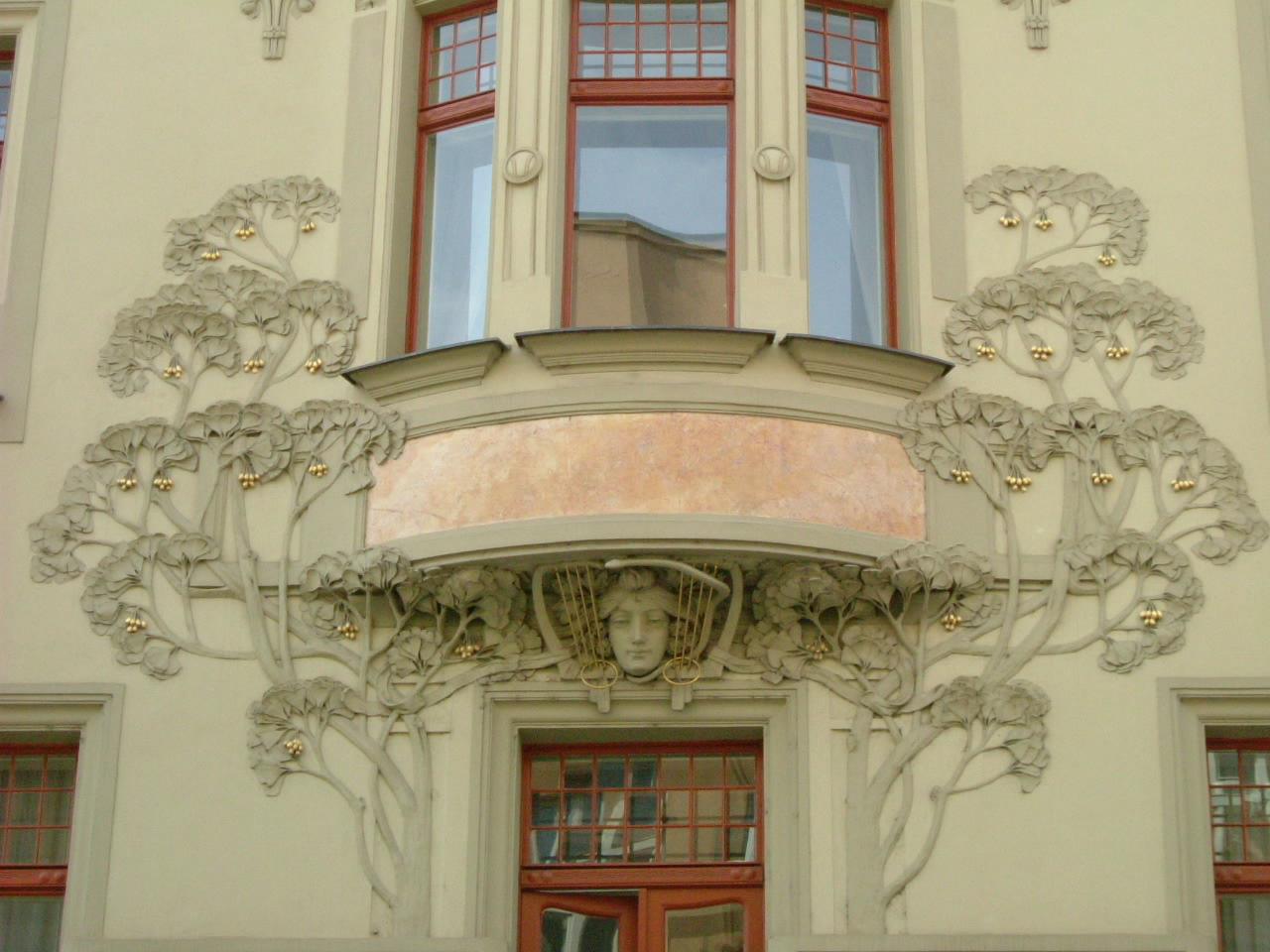
Détails de la façade

## Liens Web
- Rapport sur la préservation de la ville de Prague Consultation du dossier le 10 février 2010